# Atharvaveda
El Atharvaveda es un texto sagrado del hinduismo. Parece pertenecer a una tradición paralela independiente a la de los otros tres Vedas (Rig, Sāma y Yajur).
Los textos budistas y yainistas son considerablemente más hostiles contra el Atharva-veda (que aparece nombrado como Aggwāna-veda o Ajavana-veda) que contra otros textos hindúes.
El Atharva-veda es menos predominante que los otros Vedas.

## Nombre sánscrito
- atharvaveda, en el sistema AITS (alfabeto internacional para la transliteración del sánscrito).[1]
- अथर्ववेद, en escritura devanagari del sánscrito.[1]
- Pronunciación aproximada:
  - "átJarva veda" en sánscrito[1] o bien
  - "atJárv véd" en varios idiomas modernos de la India (como el hindí, el maratí o el palí).

### Etimología
El término provendría de una raíz sánscrita obsoleta ath o athar (‘fuego’).
Atharvan también es el nombre de
- el dios Shiva (llamado Atharvan o Atharvana).
- el sabio Vasista (según el Kirata-aryuníia 10.10).
- el prāna (energía presente en el aire respirado).[cita requerida]

Atharvas es el nombre del hijo mayor del dios Brahmá, a quien este le enseñó el brahma-vidia (el conocimiento acerca del Brahman).

## Datación
Está claro que el texto central del Atharvaveda se inscribe en el clásico período «mantra» del sánscrito védico, que desde el punto de vista lingüístico se entiende que existió a finales del segundo milenio a. C., aproximadamente contemporáneo de los mantras del Iáyur-veda, el Sama-veda y el Khilani (texto apócrifo basado en el Rig-veda, que fue compuesto varios siglos antes).
El Atharva-veda es también el primer texto sánscrito que nombra al hierro (como aias siama, literalmente ‘metal negro’), de modo que el consenso de los expertos ubica la mayor parte de estos himnos en la temprana Edad del Hierro en la India, que corresponde al XII a X a. C., en la época del principio del Reino de los kurus.
Sin embargo, a lo largo de siglos de tradición oral, el texto ha sido mucho más dañado que los demás Vedas. Se cree que solo mediante filología comparada de las dos recensiones supervivientes (no muy coherentes entre sí) se podrá llegar a una aproximación de su texto original.
La tradición sugiere que Paippalāda (uno de los primeros poetas en crear estos himnos) y Vaidharbhī (uno de sus últimos creadores) habrían vivido durante el reinado del príncipe Hiranyanabha, de la tribu de los iksuakus los descendientes del rey Ikshvaku.

## Autor
La tradición lo atribuye al mítico sabio Atharvan, quien habría sido el primero en instituir los sacrificios de fuego y el consumo de la droga psicotrópica soma (jugo posiblemente de la efedrina).
También se llamaba atharvan al sacerdote que estaba relacionado con los sacrificios de fuego y la oblación del soma-rasa (jugo de soma).
De acuerdo con la tradición, el Atharva-veda fue compuesto por dos rishis (sabios) llamados Brgu y Anguirasa (o por dos clanes llamados los brigus y los anguirasas).
Además, la tradición atribuye algunas partes a otros rishis, tales como Kaushika (Visuamitra), Vaśīṣṭha, Kasyapa y Vaidarbhi.
El texto del Atharvaveda sobrevivió al tiempo a través de dos escuelas (śākhās, ‘ramas’), conocidas como Śaunakiya (AVS) y Pippalāda (AVP).

## Contenido
Está dedicado al Brahman, consta de 731 śloka (versos), y está compuesto por himnos mezclados con fórmulas y encantamientos mágicos para contrarrestar enfermedades y calamidades. Se consideraba importante para la realización de sacrificios, hechos por los sacerdotes brahmanes.
El Atharva-veda es menos predominante que los otros tres Vedas, ya que es poco utilizado en los solemnes rituales (śrauta). El sacerdote bráhmana (en gran medida en silencio) observa los procedimientos del ritual y cuando ocurre algún error de procedimiento, lo «cura» con dos mantras y vertido de ghī ([guí], mantequilla clarificada líquida). A pesar de ser un texto muy antiguo, su estatus es ambiguo debido a su carácter mágico.
En varios textos se dice que el mantra gáiatri usado en el Atharva-veda es diferente del que aparece en los otros tres Vedas. Se requería una iniciación especial a este mantra para aprender el Atharva-veda.
Sin embargo, muchas escuelas védicas enseñan el Atharva-veda sin necesidad de upanayana (rito de iniciación). Algunos viduan (conocedores, eruditos) en el Atharva-veda afirman que nunca tuvieron que recibir iniciación antes de aprender el texto.
En el Atharva-veda (al menos en el que desciende de la escuela Śaunaka shaka) no se encuentra ningún gáiatri-mantra. Sí existe un mantra al final del canto 19, que alaba a la diosa Gáiatri, pero no tiene la métrica típica de los gáiatris.

### Propiedades mágicas del texto
Los hindúes creían que los mantras del Atharva-veda eran muy poderosos.
En los Atharvan pariśishtha (apéndices del texto principal) dicen que los sacerdotes de las escuela Mauda y Jalada se deben evitar o que se debía seguir una estricta disciplina, tal como la que se dicta en el Atharva-veda.
Como todos los textos hindúes, el libro declara que su recitación produciría una larga vida, la curación de todas las enfermedades y generaría la ruina de los enemigos.
También dice que una mujer embarazada sufriría un aborto si oía los himnos relacionados con la guerra pronunciados por un sacerdote atharvān.

## En el hinduismo posterior
Según el texto épico Majabhárata (hacia el siglo III a. C.), cuando los cinco heroicos hermanos Pandavas fueron desterrados al bosque durante trece años, el poderoso Bhima (el segundo hermano), frustrado, le sugirió al prudente Iudistira (el hermano mayor) que consultaran el Atharva-veda, para que el tiempo de exilio se comprimiera de trece años a solo trece días.